# 曹宏
曹 宏（そう こう、生没年不明）は、中国後漢末期の政治家。

## 略歴
陶謙配下の重臣。陶謙に深く信頼されたが、讒言を繰り返す佞臣であり、彼のために趙昱や王朗らは、陶謙から疎まれ遠ざけられることになった。曹宏らによる政治の壟断で、豊かだった徐州も次第に衰退していった。